# 아사무시온센역
아사무시온센역(일본어: 浅虫温泉駅)은 일본 아오모리현 아오모리시에 위치한 아오이모리 철도 아오이모리 철도선의 철도역이다. 이 역은 시점인 메토키 역으로부터 104.7 km 떨어져 있으며, 도쿄역부터는 722.0 km 만큼 떨어져 있는 역이다.

## 승강장
단식 승강장 1면 1선과 섬식 승강장 1면 2선 구조의 철도역이며 승강장은 과선교로 이어져 있다.

### 타는 곳
| 번선 | 노선                | 방향 | 행선                            | 비교                         |
| ---- | ------------------- | ---- | ------------------------------- | ---------------------------- |
| 1    | ■ 아오이모리 철도선 | 상행 | 노헤지 · 미사와 · 하치노헤 방면 |                              |
| 2    | ■ 아오이모리 철도선 | 상행 | 노헤지 · 미사와 · 하치노헤 방면 | 주로 화물 열차가 대피함      |
| 2    | ■ 아오이모리 철도선 | 하행 | 아오모리 방면                   | 주로 당역 시발 열차가 사용함 |
| 3    | ■ 아오이모리 철도선 | 하행 | 아오모리 방면                   |                              |

## 역세권 정보
- 국도 제4호선

## 역사
- 1891년 9월 1일: 닛폰 철도 도호쿠 본선 아사무시역(浅虫駅)으로 영업 개시.
- 1907년 11월 1일: 국유화됨.
- 1962년 2월 1일: 화물 업무 폐지.
- 1986년 11월 1일: 아사무시온센역으로 명칭 변경.
- 1987년 4월 1일 : 민영화에 따라, 동일본 여객철도가 계승.
- 2010년 12월 4일 : 도호쿠 신칸센이 신아오모리역까지 연장 개통함에 따라 아오이모리 철도로 이관.

## 인접역
| 아오이모리 철도 ■ 아오이모리 철도선 | 아오이모리 철도 ■ 아오이모리 철도선 | 아오이모리 철도 ■ 아오이모리 철도선 |
| ----------------------------------- | ----------------------------------- | ----------------------------------- |
| 니시히라나이 하치노헤 방면          | 보통                                | 노나이 아오모리 방면                |